# Mars Direct

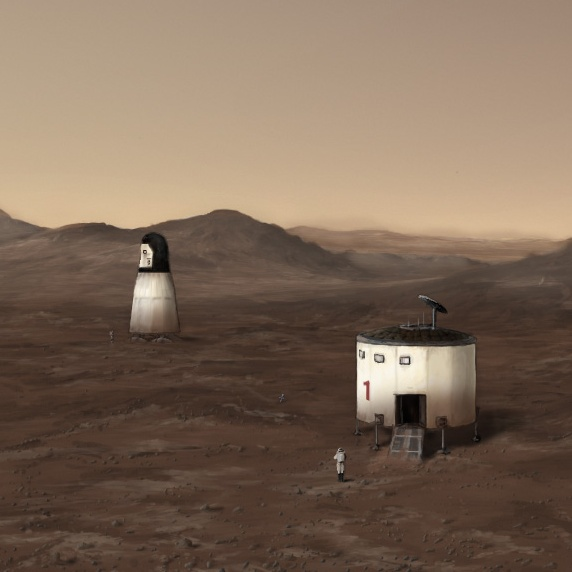
Representação artística de uma base Mars Direct.

Mars Direct é uma proposta para uma missão tripulada a Marte, que é projetada para ter um custo baixo, sendo possível a sua realização com a tecnologia atual. Foi inicialmente detalhada em uma pesquisa feita por engenheiros da NASA Robert Zubrin e David Baker em 1990 e mais tarde "expandiu-se" no livro The Case for Mars de Robert Zubrin, inicialmente publicado em 1996.